# أوتفيل أم زي
أوتفيل أم زي (بالألمانية: Oetwil am See) هي إحدى بلديات مقاطعة مايلن في كانتون زيورخ في سويسرا. تبلغ مساحتها 6.09 كيلومتر مربع، ويقدر عدد سكانها بـ 4762 نسمة (حسب تعداد ديسمبر 2017).

## أعلام
- فيرنر كاغي